# Lydia Bradey
Lydia Bradey, ONZM (Christchurch, 9 de octubre de 1961), es una alpinista neozelandesa. Fue la primera mujer en ascender a la cumbre del monte Everest sin oxígeno suplementario en 1988. Ha alcanzado dicha cumbre en cinco ocasiones más.

## Primeros años
Lydia Bradey nació en Christchurch (Nueva Zelanda), hija de Royce y John Bradey. Su padre estuvo ausente durante la mayor parte de su infancia, y ella y su madre pasaron apuros económicos. Bradey empezó a practicar el alpinismo de adolescente; realizó su primera expedición a los 14 años, y a los 17 ya había escalado las cumbres del monte Cook y del Aspiring. Durante este tiempo escaló regularmente con su amigo Rob Hall, y más tarde conoció a su amigo Gary Ball. A los 19 años, Bradey abandonó Nueva Zelanda para emprender un viaje internacional de escalada de cuatro años de duración, que incluyó un intento de escalar el monte Denali en Alaska y diez ascensiones a las grandes paredes de Yosemite, siete de las cuales fueron los primeros ascensos realizados por una mujer.

## Carrera como alpinista
En 1987, Bradey alcanzó la cumbre del Gasherbrum II, convirtiéndose así en la primera mujer de Oceanía en escalar uno de los catorce ochomiles del mundo. La ascensión resultó controvertida, ya que Bradey estaba escalando con un permiso para el adyacente Gasherbrum I (un pico que había abandonado en favor del Gasherbrum II debido al mal tiempo), por lo que su ascenso era ilegal. En octubre de 1988, Bradey escaló con éxito el Everest en solitario, convirtiéndose en la primera mujer que alcanzaba la cumbre sin oxígeno suplementario, así como en la primera neozelandesa y la neozelandesa más joven de la época. Esta ascensión, al igual que la del año anterior en el Gasherbrum II, infringió las normas acordadas con los nepaleses. Bradey no tenía permiso para la ruta que escaló y, para evitar que le prohibieran la entrada a la montaña, sus compañeros Rob Hall y Gary Ball dijeron que no había llegado a la cumbre. Cuando el gobierno nepalí amenazó a Bradey con prohibirle la escalada durante 10 años, ella también se retractó de su afirmación de haber ascendido con éxito, sólo para reafirmar más tarde su reivindicación de la cumbre.
En 1994, Bradey se licenció en fisioterapia por la Universidad de Auckland. En 1998 obtuvo un certificado de acupuntura y en 2000 se convirtió en Guía Internacional de Montaña y Esquí (IFMGA). Desde entonces ha trabajado como guía alpina en Wānaka. Bradey hizo su segunda ascensión a la cumbre del Everest en mayo de 2008, veinte años después de su primer ascenso. Escaló como guía para un grupo de clientes bajo el outfitter Adventure Consultants (AC). En 2013, 2016 y 2018 Bradey realizó sus ascensiones tercera a quinta del Everest, de nuevo como guía de AC; en 2019 guio el Everest por sexta vez, desde el Tíbet para la estadounidense Alpenglow Expeditions.
En los Honores de Año Nuevo de 2020, Bradey fue nombrada Oficial de la Orden del Mérito de Nueva Zelanda, por sus servicios al alpinismo.

## Vida personal
Bradey vive en Lago Hawea, en la región de Otago, con su pareja Dean Staples. Bradey fue objeto de una biografía, Lydia Bradey: Going Up is Easy, escrita por Laurence Fearnley.